# Volkswagen Passat
Volkswagen Passat este o serie de mașini mari de familie fabricate și comercializate de producătorul german de automobile Volkswagen din 1973 și acum în a opta generație. A fost comercializat diferit ca Dasher, Santana, Quantum, Magotan, Corsar și Carat. Generațiile succesive ale modelului Passat poartă denumirile interne Volkswagen B1, B2 etc.
În 2008, Volkswagen a lansat Passat CC, o variantă „coupé cu patru uși” a modelului Passat, care a fost apoi redenumit Volkswagen CC(Comfort Coupe).
În ianuarie 2011, Volkswagen a anunțat că va lansa un alt model Passat, desemnat intern Volkswagen New Midsize Sedan sau NMS, care va fi fabricat la uzina de asamblare Volkswagen Chattanooga. SAIC-Volkswagen produce, de asemenea, Passat NMS în fabrica sa din Nanjing. Passat NMS este vândut pe piețele nord-americane, sud-coreene, chineze și din Orientul Mijlociu. Un nou model Passat a intrat în producție în Europa în 2014, pe baza platformei MQB.
În 2019, programul Passat NMS a fost împărțit în două pe măsură ce cel nord-american a continuat să fie produs pe o platformă mai veche, în timp ce chinezul Passat a trecut pe platforma MQB, ceea ce înseamnă că Volkswagen comercializează în prezent trei modele de Passat la nivel global.

## B1 (Typ 32; 1973)

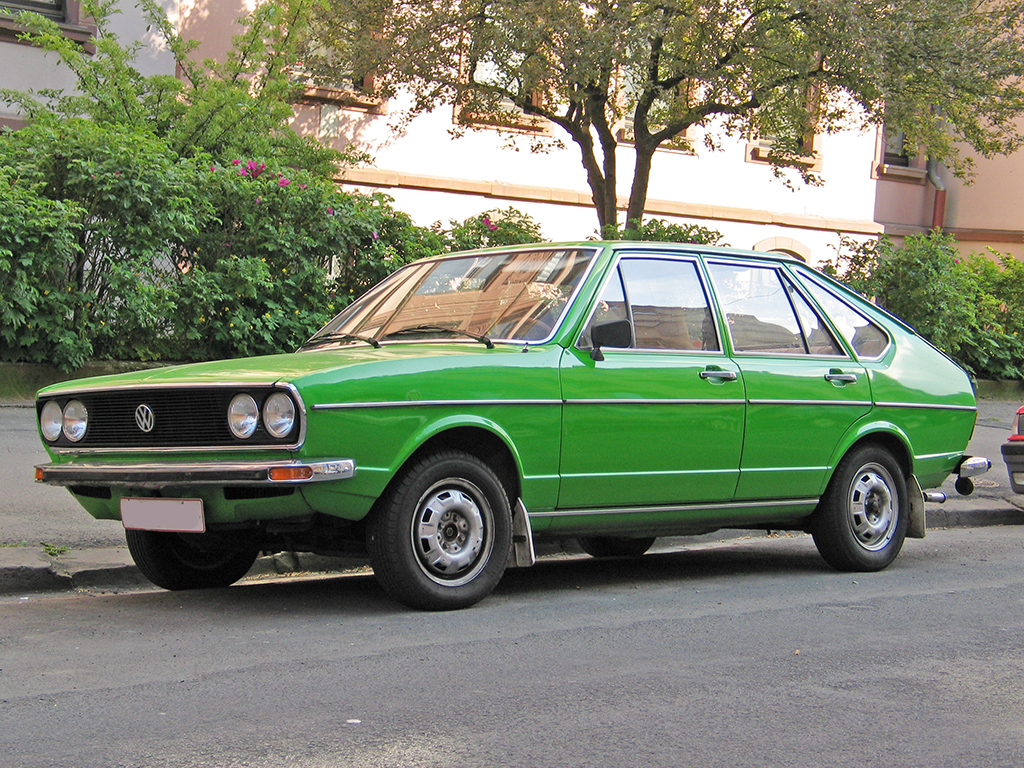
1973–1977

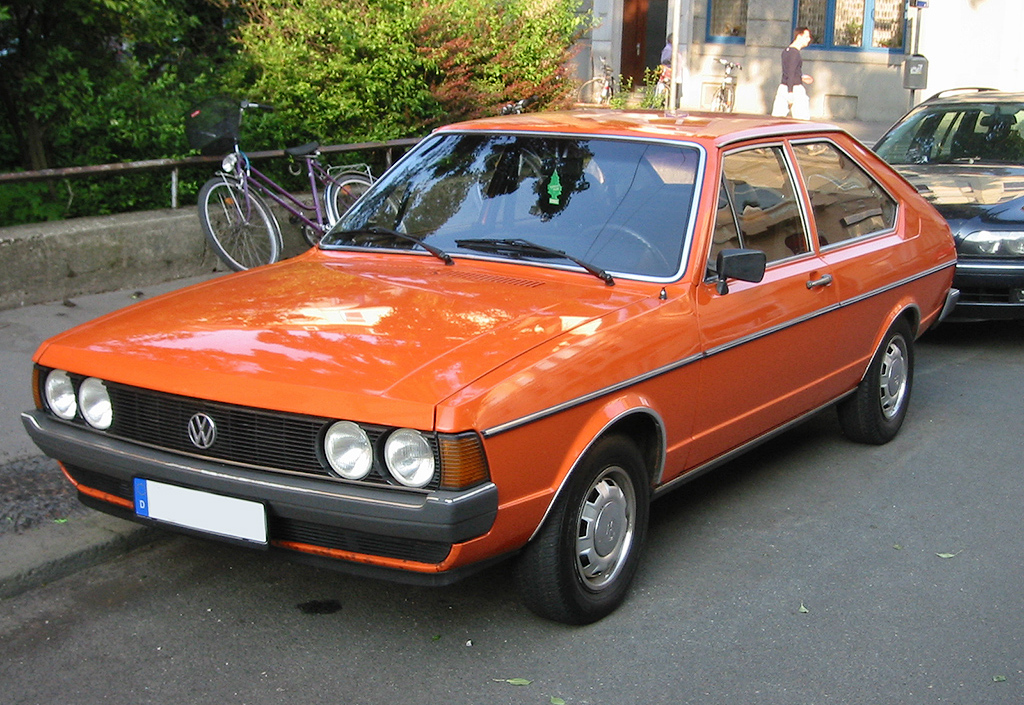
1977–1980

## B2 (Typ 32B; 1981)

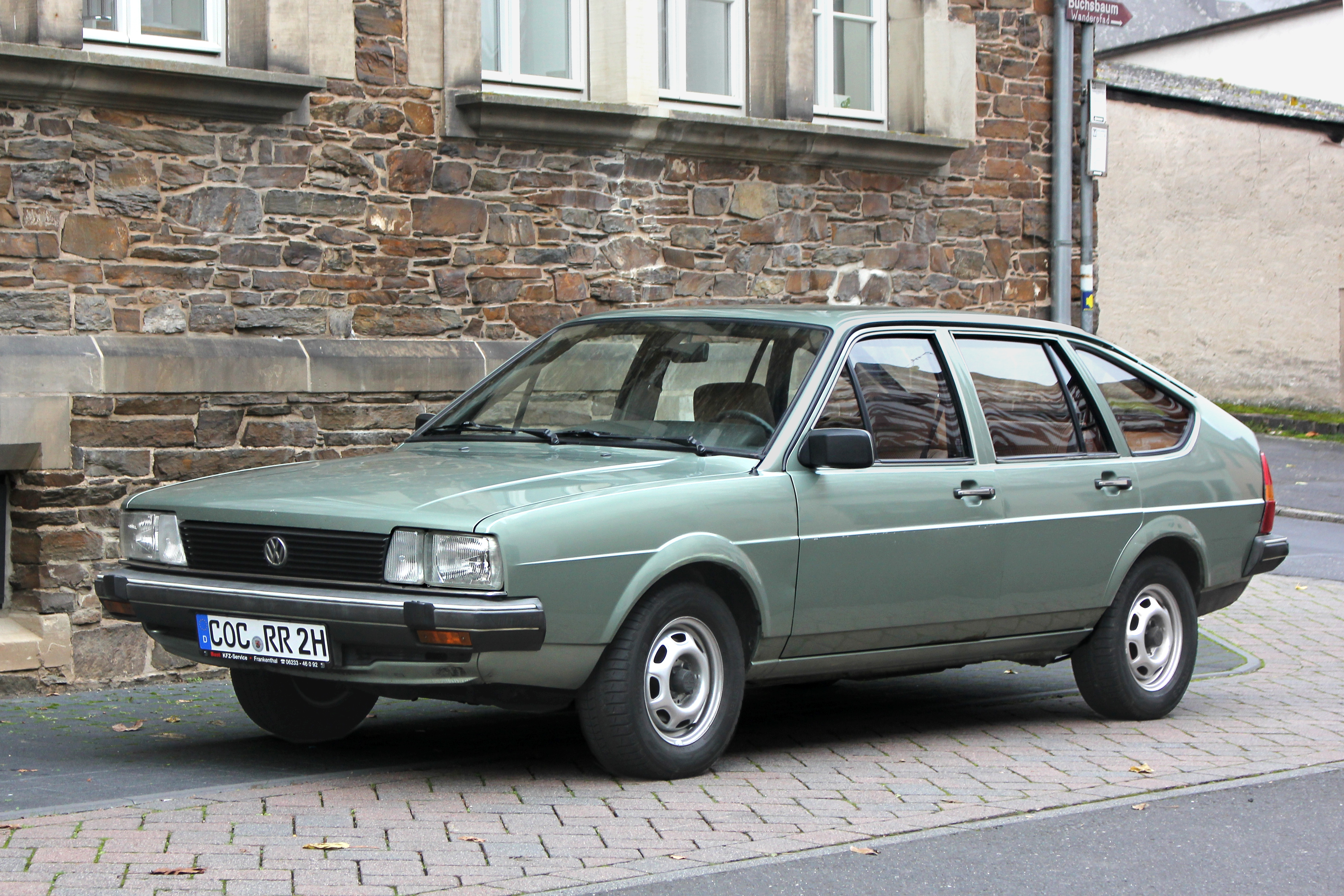
1980–1985

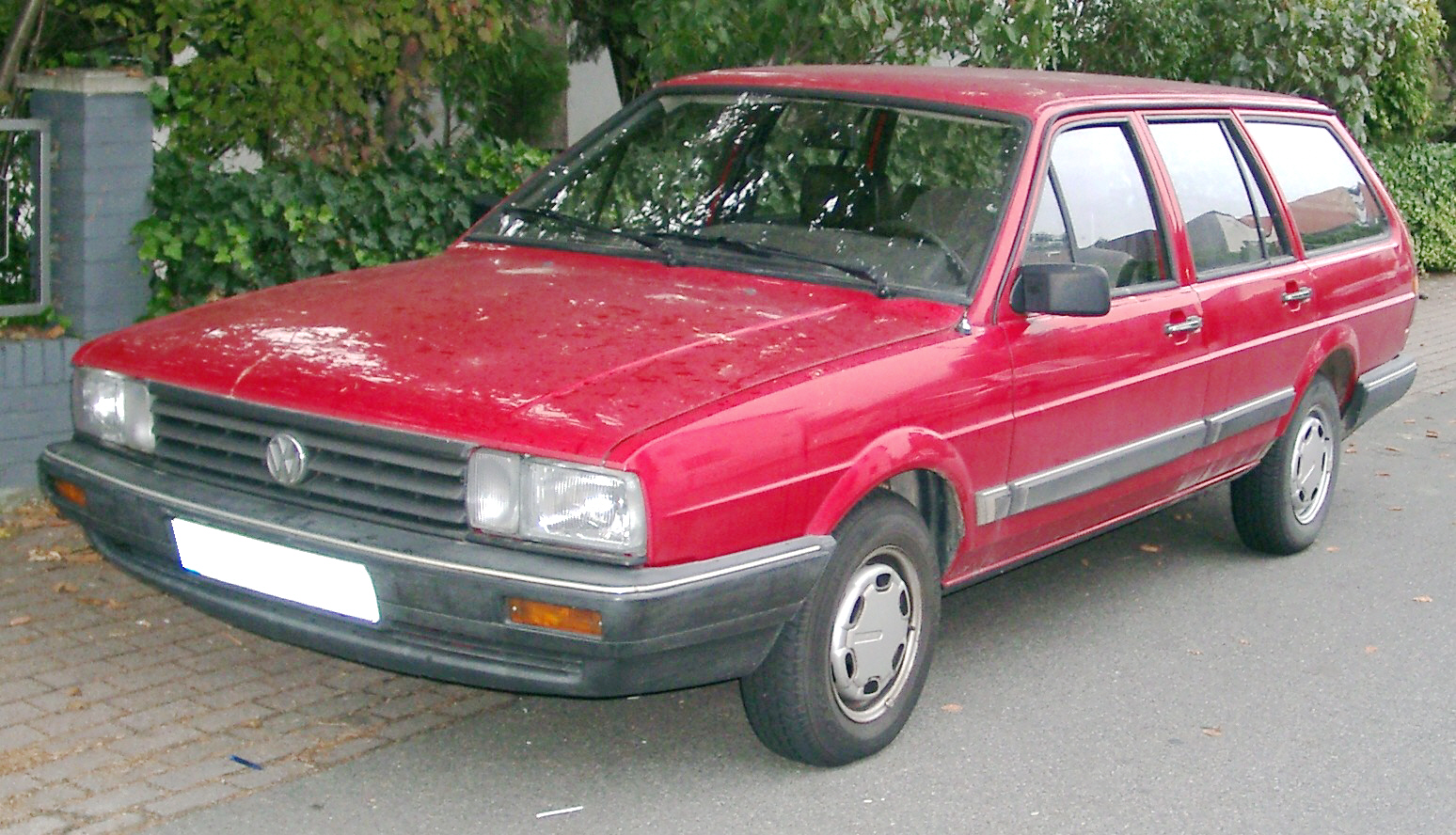
1985–1988

## B3 și B4 (Typ 35i; 1988)

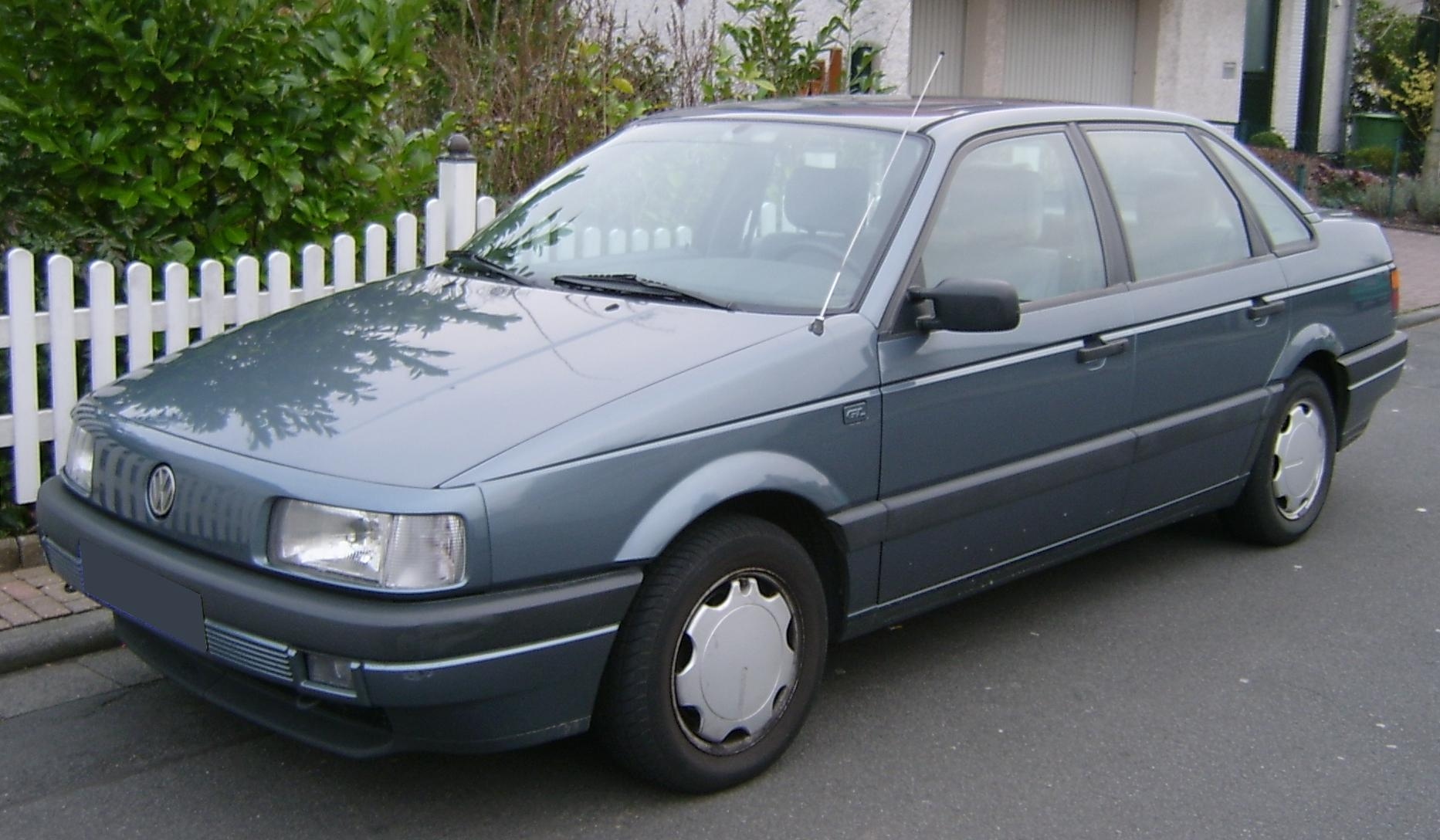
1988–1993

### Facelift (1993; Passat B4)

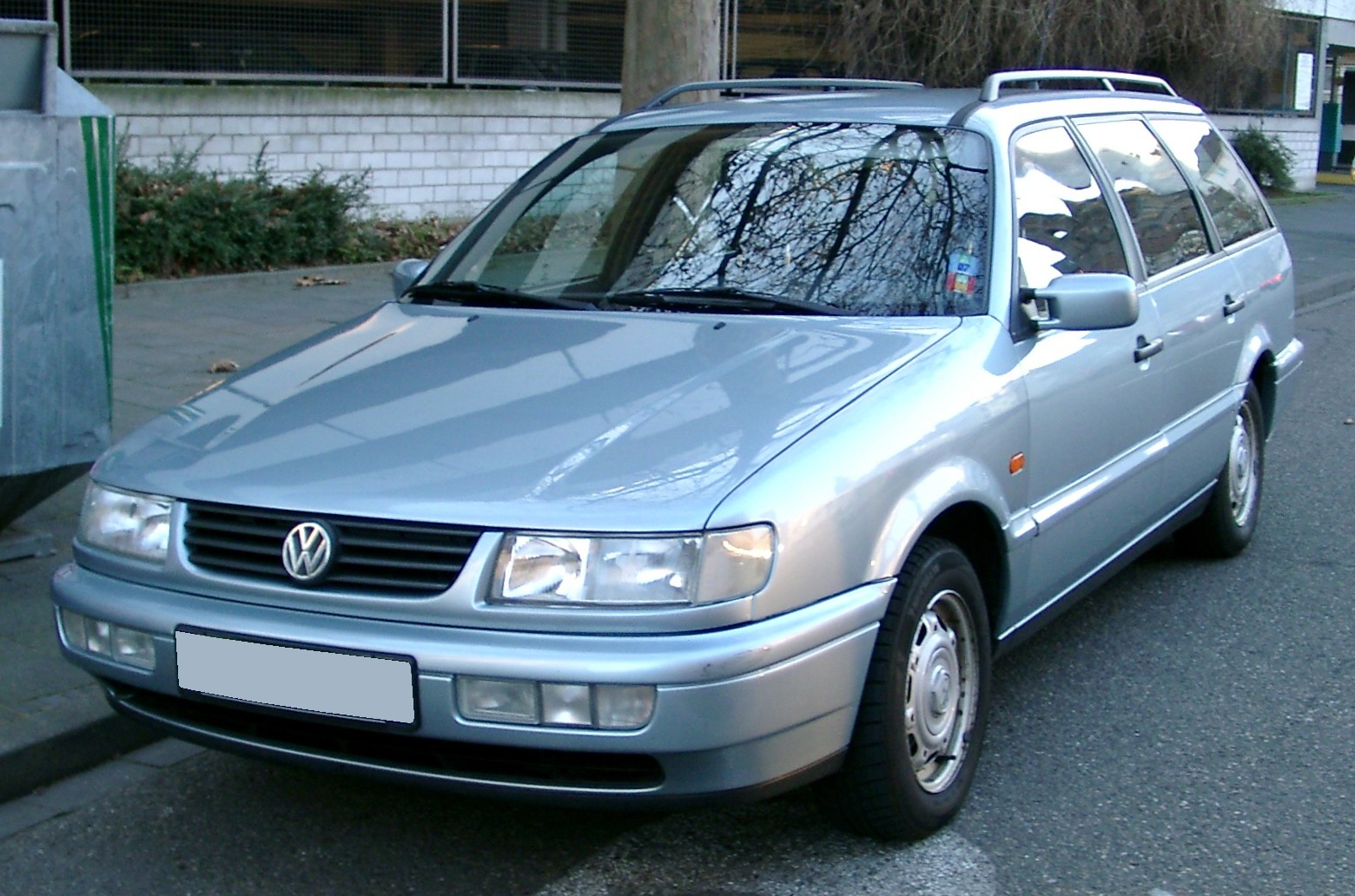
1993–1997

## B5 (Typ 3B, 1997) și B5.5 (3BG; 2001)

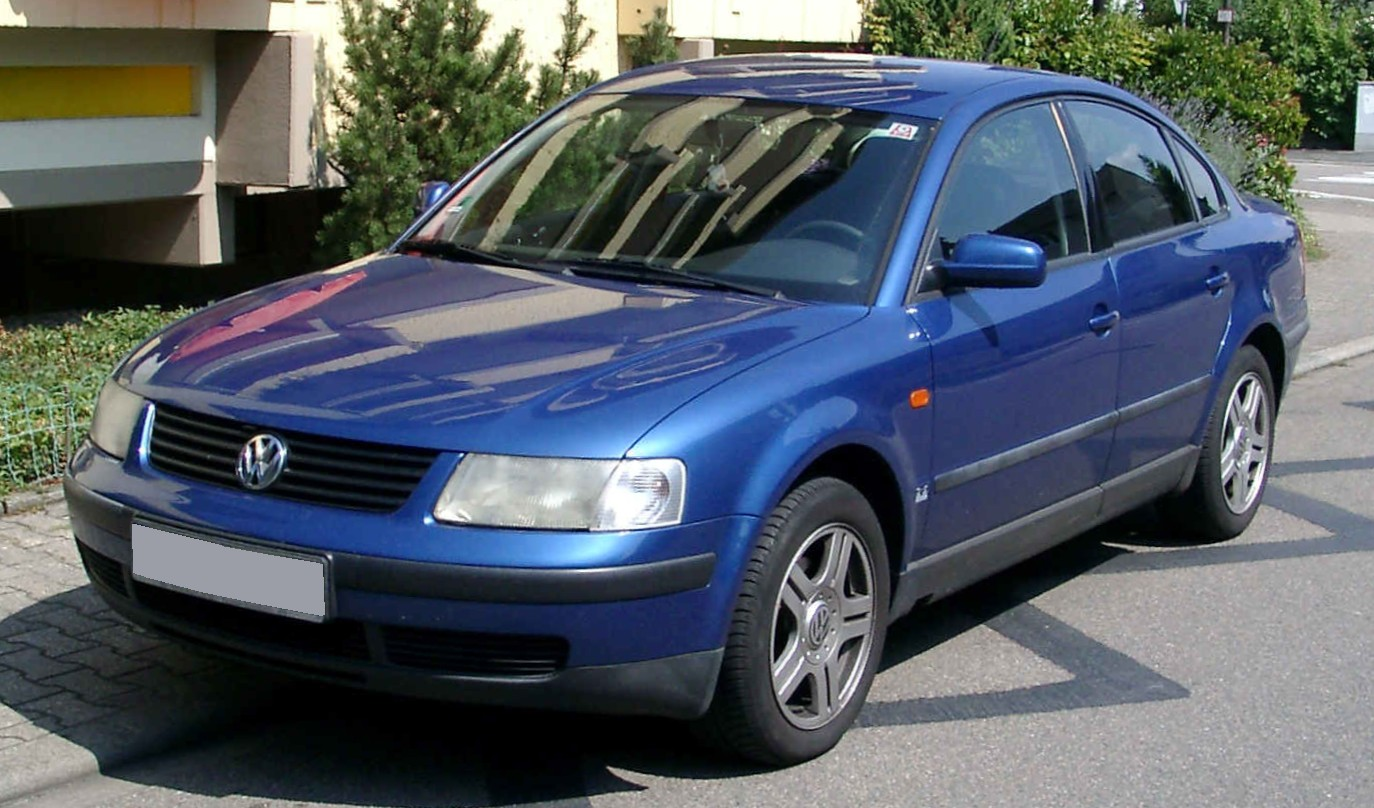
1996–2000

### Facelift (2001; Passat B5.5)

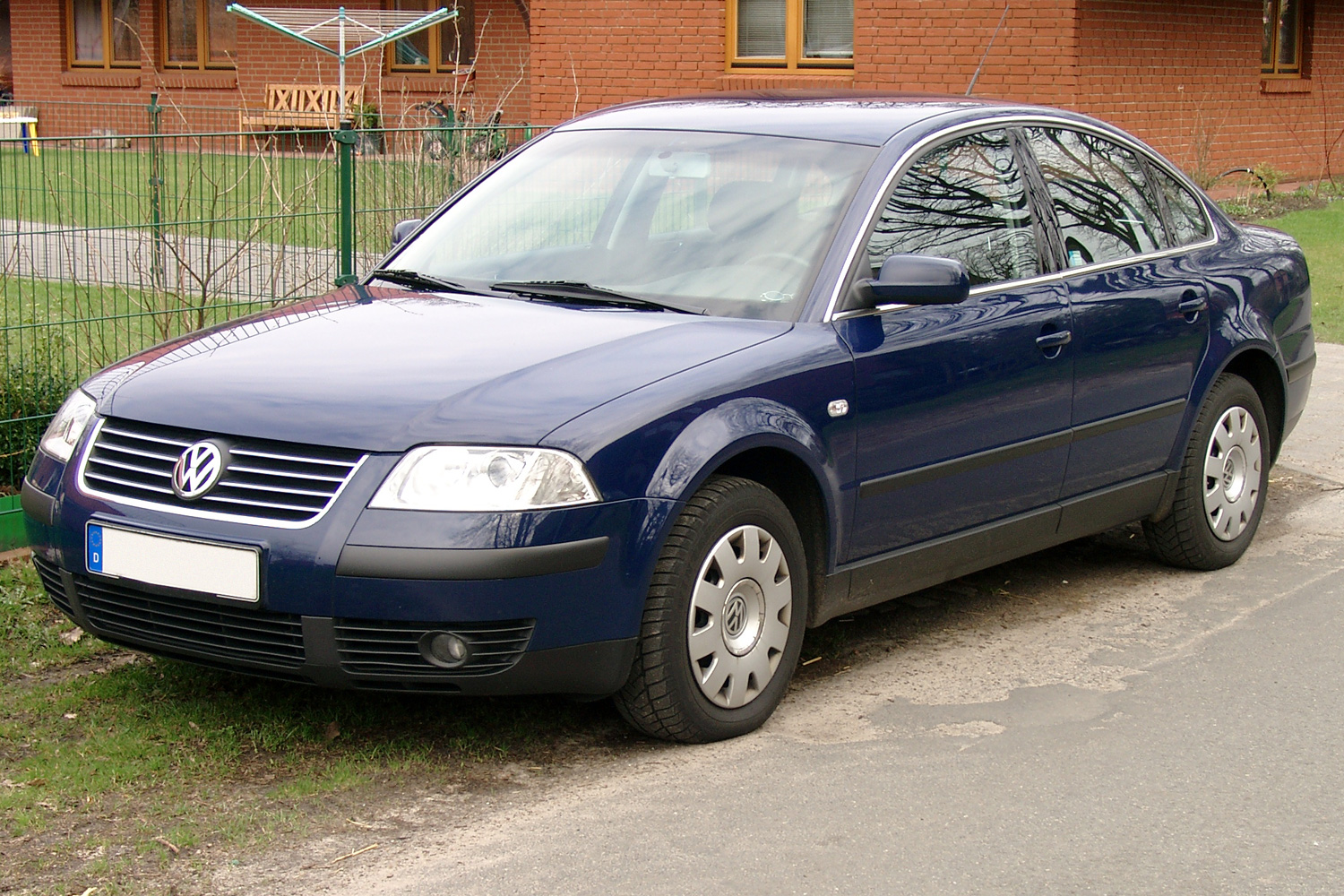
2000–2005

## B6 (Typ 3C; 2005) și B7 (2010)

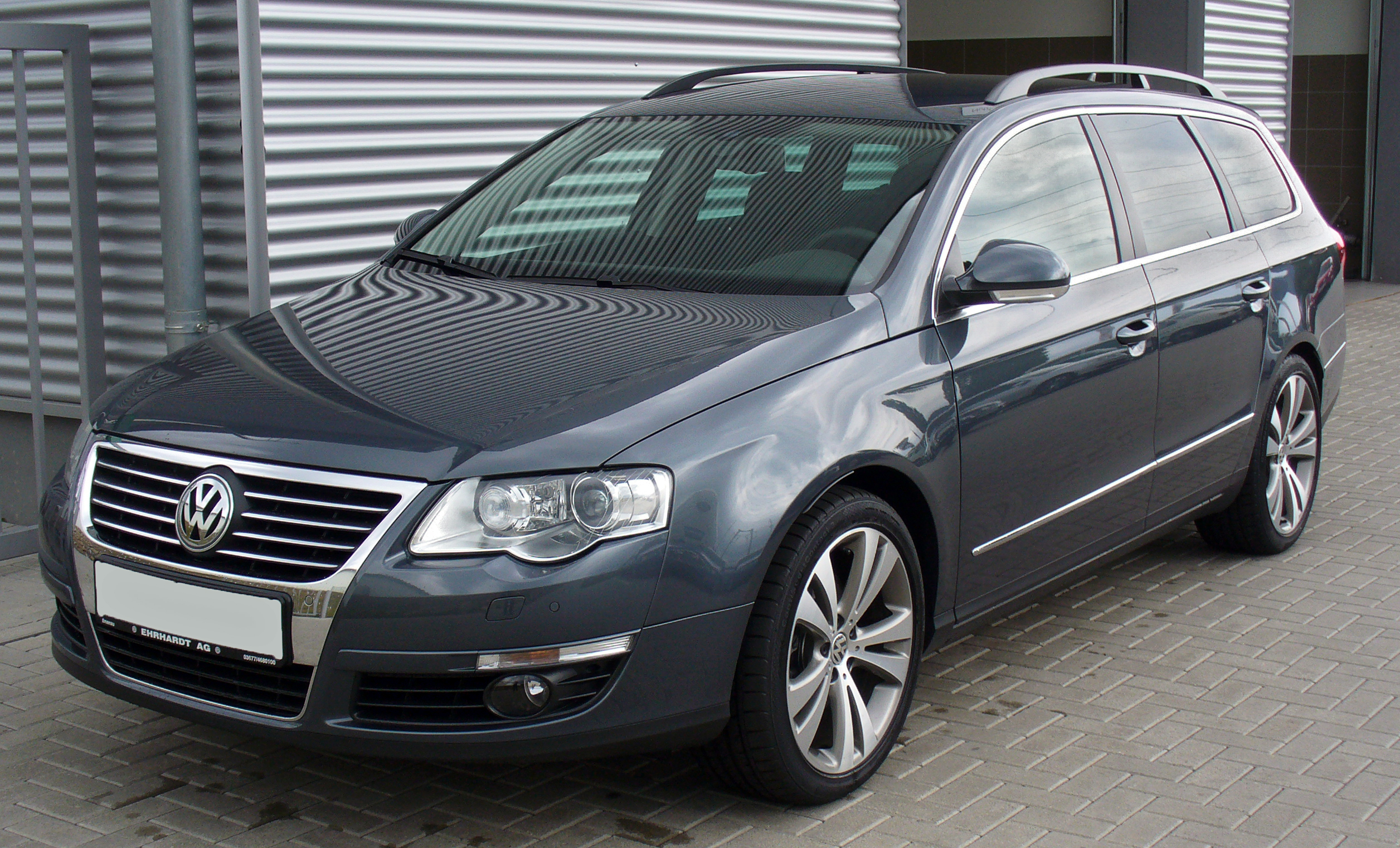
2005–2010

### Passat CC

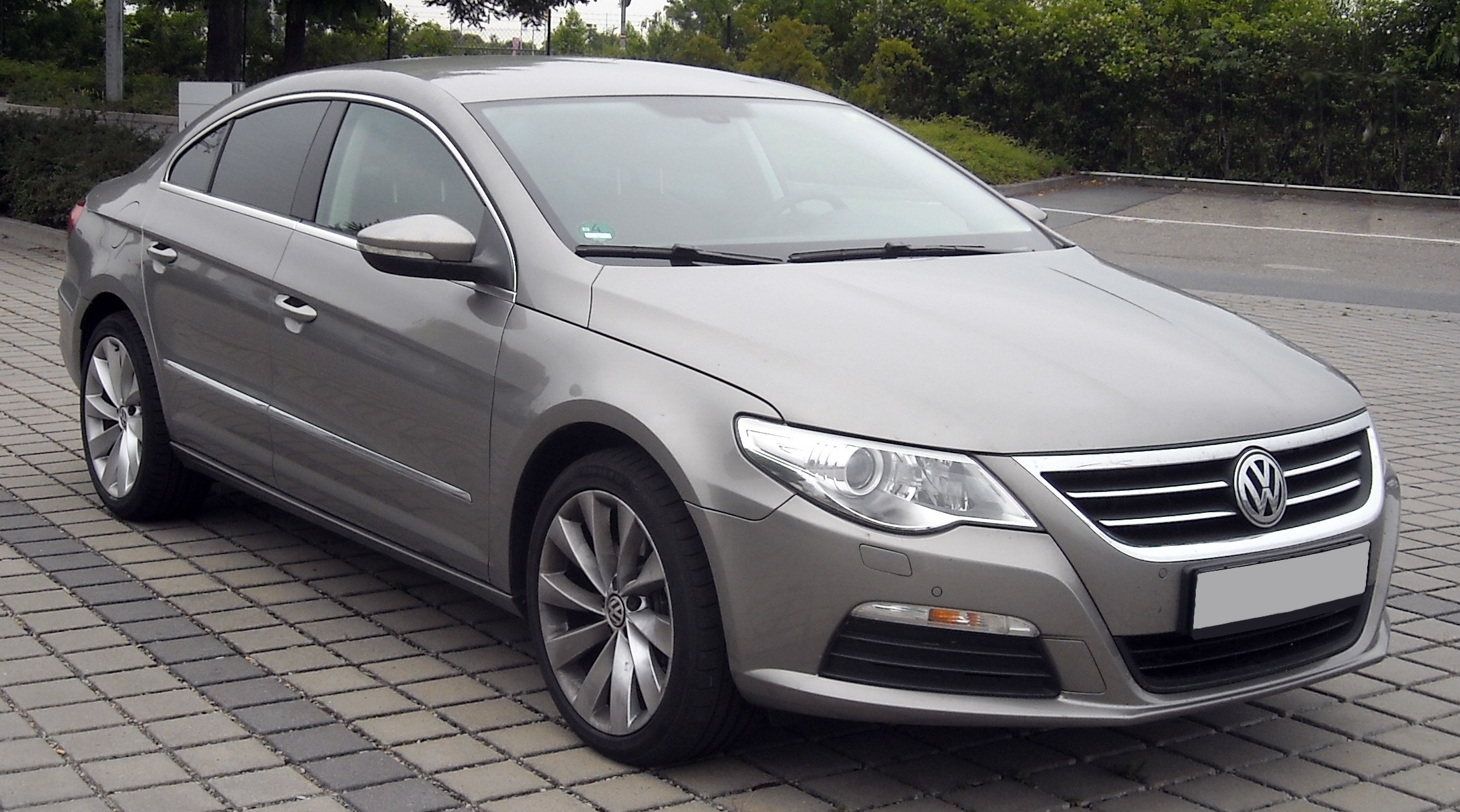
2008–2012, facelift-ul din 2012 comercializat doar ca VW CC

### Facelift (2010; Passat B7)

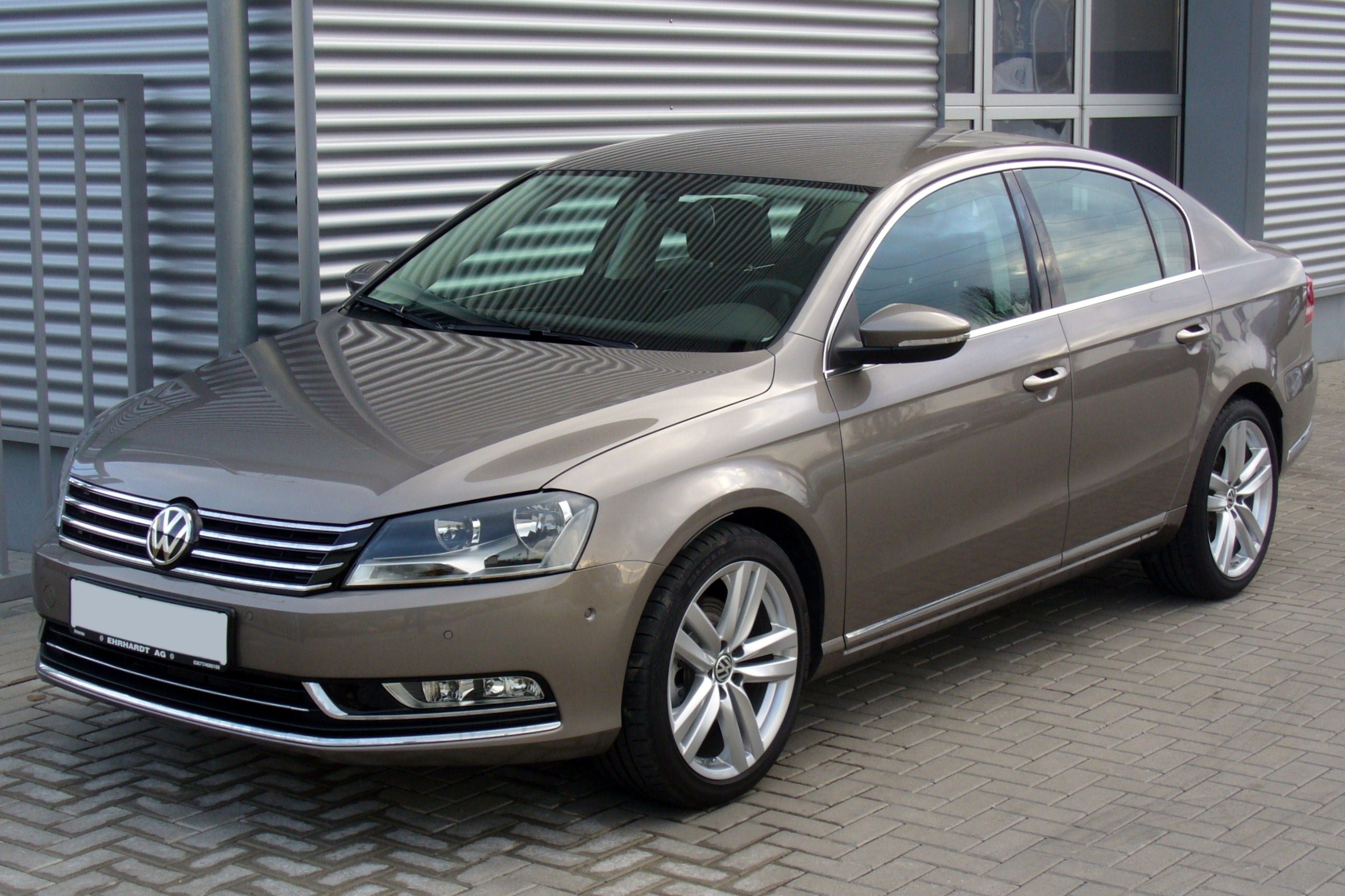
2010–2014

## B8 (Typ 3G; 2015)

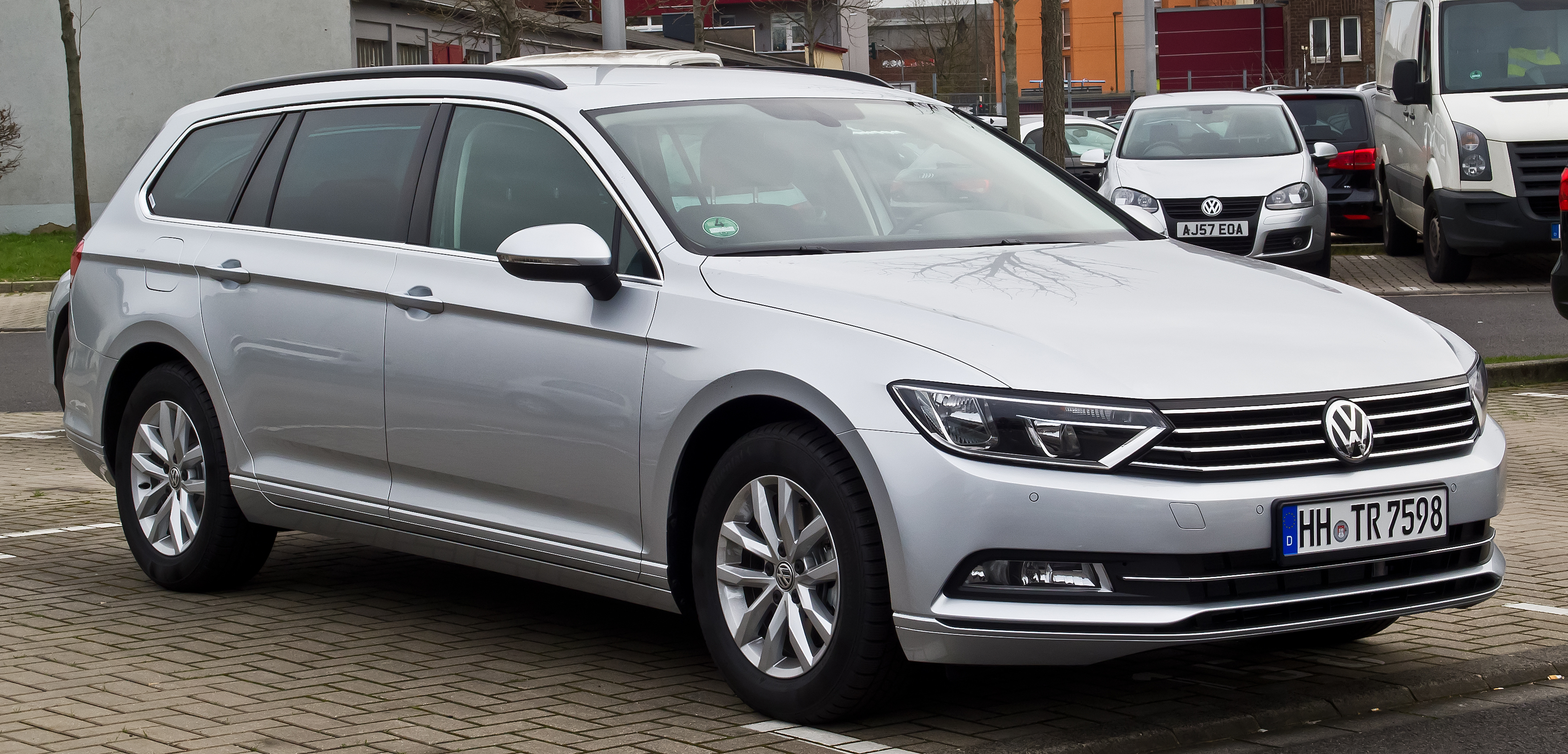
2014–2019

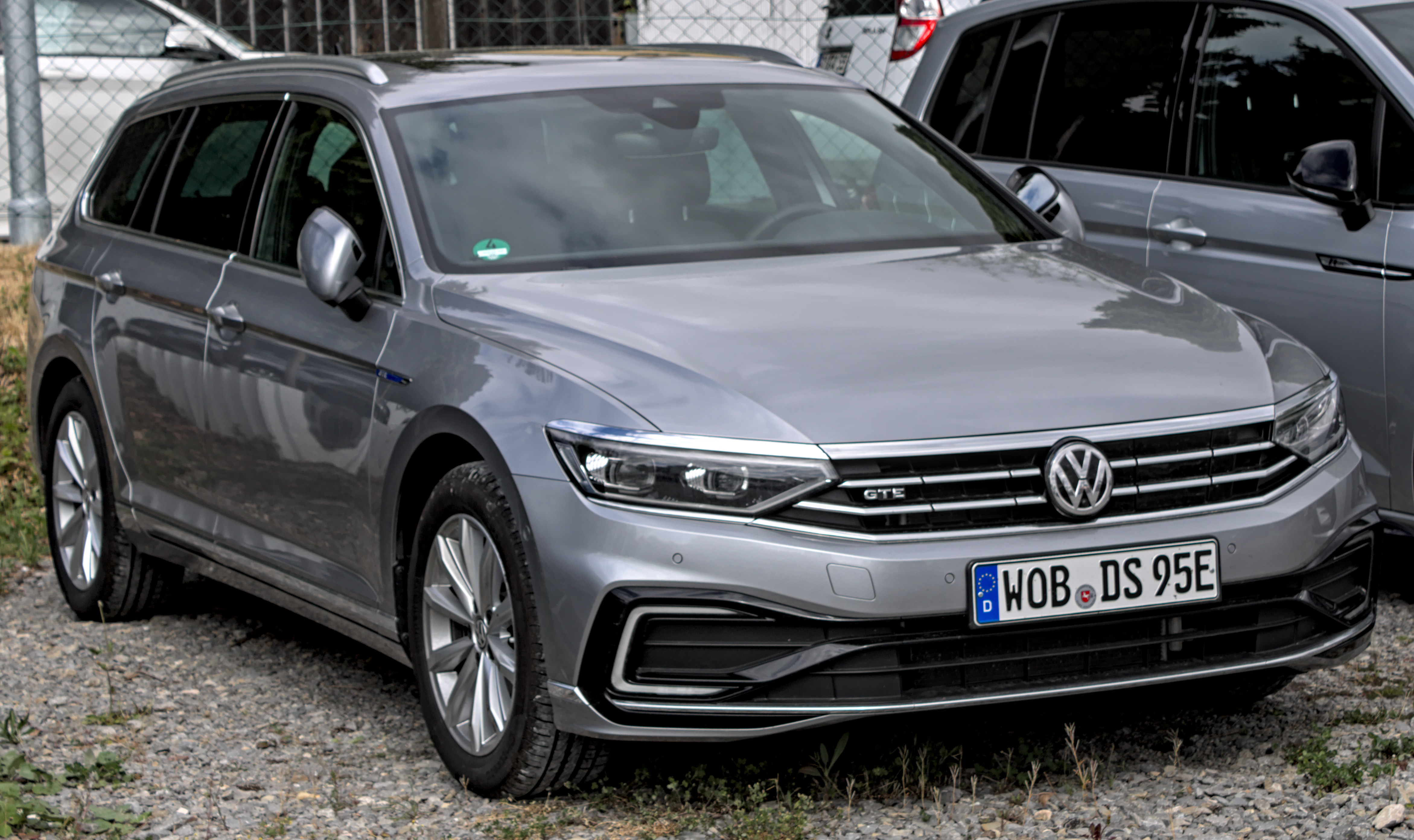
2019–2023

## B9 (Typ 3H, 2023)

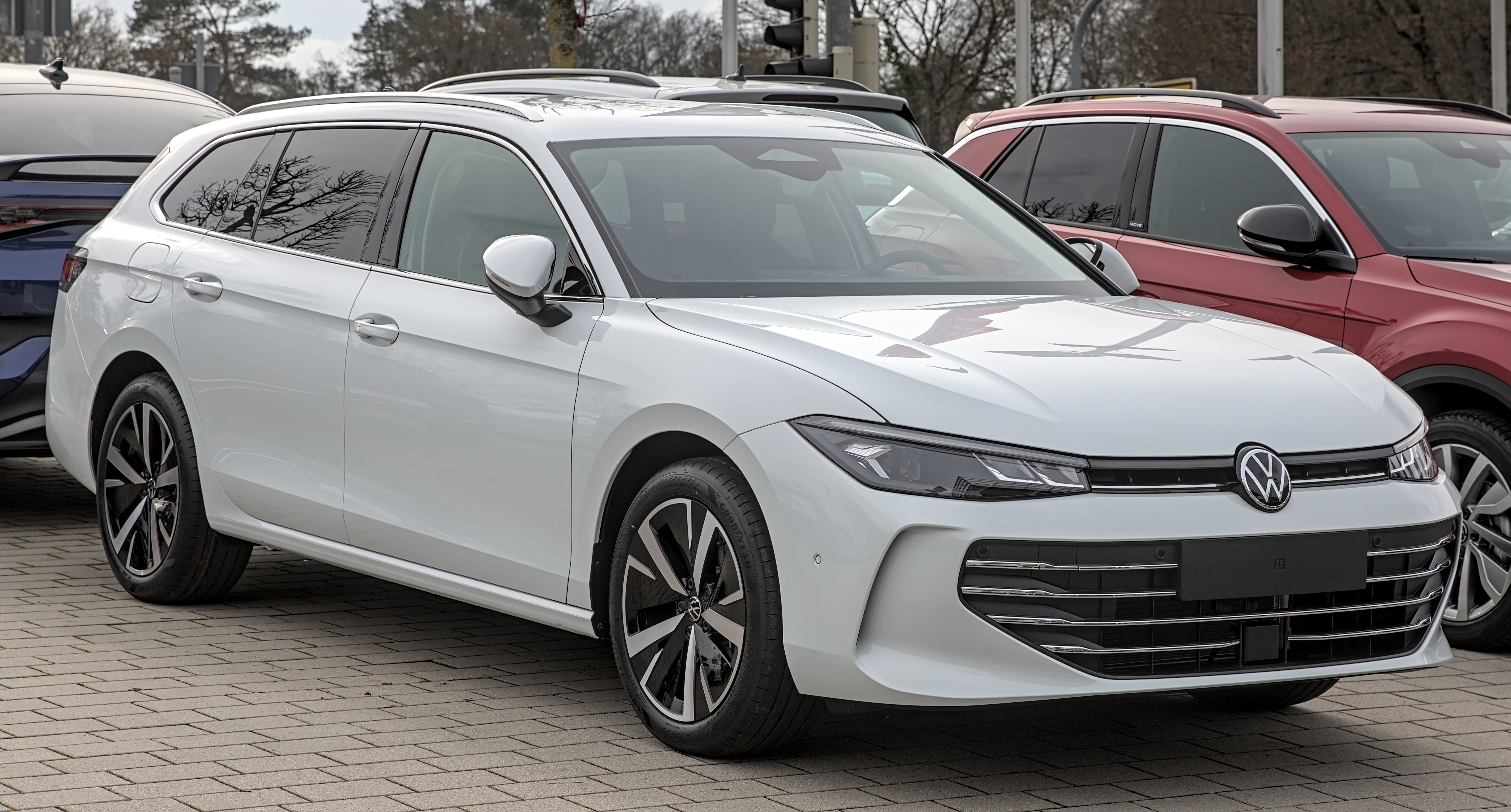
2023–prezent

## Legături externe
- Site web oficial
- VW Passat pe Curlie